# 浣溪沙
浣溪沙，词牌名。双调四十二字，上闕三句三平韵，下闋三句两平韵，一韵到底。下阕开始两句一般要求对仗。
本為唐代教坊曲名。取自西施在若耶溪浣纱故事。

## 異名
張泌詞有「露濃香泛小庭花」句，故又名《小庭花》；賀鑄詞用名《減字浣溪沙》；韓淲詞有「芍藥酴縻滿院春」句，故又名《滿院春》；又有「東風拂欄露猶寒」句，故又名《東風寒》；又有「一曲西風醉木犀」句，故又名《醉木犀》；又有「霜後黃花菊自開」句，故又名《霜菊黃》；又有「廣寒曾折最高枝」句，故又名《廣寒枝》；又有「春風初試薄羅衫」句，故又名《試香羅》；又有「清和風裏綠蔭初」句，故又名《清和風》；又有「一番春事怨啼鵑」句，故又名《怨啼鵑》。

## 词牌格式
註：
平表示平聲，
仄表示仄聲，
仄表示本仄可平，
平表示本平可仄，粗體表示韻腳。

### 正體
雙調四十二字，上闋三句三平韻，下闋三句兩平韻。

仄仄平平仄仄平，仄平平仄仄平平。平平仄仄仄平平。

平仄仄平平仄仄，仄平平仄仄平平。仄平平仄仄平平。

例詞：
- 韓偓

宿醉離愁慢髻鬟。六銖衣薄惹輕寒。慵紅悶翠掩青鸞。
羅襪況兼金菡萏。雪肌仍是玉琅玕。骨香腰細更沈檀。
- 晏殊

一曲新词酒一杯， 去年天气旧亭台。夕阳西下几时回？
无可奈何花落去， 似曾相识燕归来。小园香径独徘徊。
- 秦觀

漠漠轻寒上小楼，晓阴无赖似穷秋。淡烟流水画屏幽。
自在飞花轻似梦，无边丝雨细如愁。宝帘闲挂小银钩。
- 周邦彥

樓上晴天碧四垂，樓前芳草接天涯，勸君莫上最高梯。
新筍已成堂下竹，落花都上燕巢泥，忍聽林表杜鵑啼。
- 李清照

莫許杯深琥珀濃，未成沈醉意先融，疏鐘已應晚來風。
瑞腦香消魂夢斷，辟寒金小髻鬟松，醒時空對燭花紅！
- 李璟  兩首

菡萏香銷翠葉殘，西風愁起碧波間。還與容光共憔悴，不堪看。
細雨夢回雞塞遠，小樓吹徹玉笙寒。多少淚珠何限恨，倚欄杆。
手捲珠簾上玉鉤，依前春恨鎖重樓。風裡落花誰是主？思悠悠。
青鳥不傳雲外信，丁香空結雨中愁。回首綠波春色暮，接天流。
- 張弘範

山掩人家水繞坡，野猿巖鳥太平歌，黄雞白酒興偏多。
幸自琴書消日月，儘教名利走風波，釣臺麟閣竟如何。